# Malarczyk (obraz Jacka Malczewskiego)
Malarczyk (inny tytuł: Introdukcja) – obraz olejny namalowany przez polskiego malarza Jacka Malczewskiego w 1890, znajdujący się w zbiorach Galerii Sztuki Polskiej XIX wieku w Sukiennicach, będącej oddziałem Muzeum Narodowego w Krakowie.

## Opis
Bohaterem sceny przedstawionej na obrazie jest zamyślony i zapatrzony w swoje wizje młody czeladnik malarski, który w podartych butach, zabrudzonym farbami ubraniu i miękkim kapeluszu siedzi w ciszy zielonego parku na brzozowej ławce. Na ziemi obok ławki stoi drewniane wiadro z farbami i pędzlami, a na ławce leży zwój szablonów.
Tytuł obrazu Introdukcja oznaczający wprowadzenie w jakąś nieznaną, niepewną przyszłość jest na obrazie doskonale odwzorowana. Oto bowiem zadumany przyszły malarz zderza się z niepewnością swojego artystycznego losu, gwarantującego mu jedynie brak zrozumienia, osamotnienie, skromny żywot, wyobcowanie z otaczającego go świata i zwątpienie.  